# Siegel South Dakotas
Das Siegel des US-Bundesstaats South Dakota wurde im Jahr 1885 als offizielles Siegel des damaligen Territoriums angenommen.

## Beschreibung

Flagge South Dakotas

Das Siegel zeigt eine Landschaft mit Symbolen für Industrie, Landwirtschaft und Verkehr.
Am oberen Rand des Siegels befindet sich ein Spruchband mit dem Motto des Bundesstaats:
„Under God the people rule.“
(Unter Gott regieren die Menschen.)
Das Siegel wird von einem englischen Schriftzug umgeben:
„State of South Dakota - Great Seal - 1889“
(Staat South Dakota - Großes Siegel - 1889)
Das Siegel findet sich wieder in der Flagge South Dakotas.